# Liuhe Shuiku
Liuhe Shuiku (kinesiska: 柳河水库) är en reservoar i Kina. Den ligger i provinsen Heilongjiang, i den nordöstra delen av landet, omkring 140 kilometer nordost om provinshuvudstaden Harbin. Liuhe Shuiku ligger 207 meter över havet. Arean är 8,6 kvadratkilometer. Omgivningarna runt Liuhe Shuiku är en mosaik av jordbruksmark och naturlig växtlighet. Den sträcker sig 5,9 kilometer i nord-sydlig riktning, och 4,6 kilometer i öst-västlig riktning.
Genomsnittlig årsnederbörd är 915 millimeter. Den regnigaste månaden är juli, med i genomsnitt 219 mm nederbörd, och den torraste är januari, med 9 mm nederbörd.